# Сан-Вито-Кьетино
Сан-Вито-Кьетино (итал. San Vito Chietino) — коммуна в Италии, расположена в регионе Абруццо, подчиняется административному центру Кьети.
Население составляет 4919 человек, плотность населения составляет 306 чел./км². Занимает площадь 16 км². Почтовый индекс — 66038. Телефонный код — 0872.
Покровителем коммуны почитается святой Вит. Праздник ежегодно празднуется 15 июня.

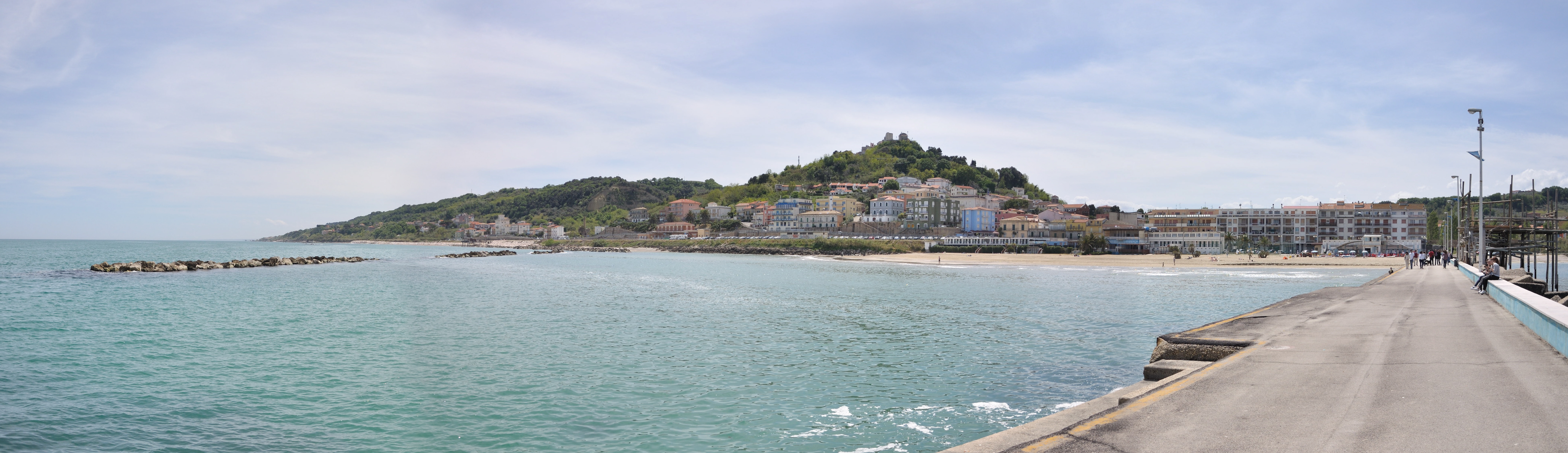
Вид Марина Ди Сан Вито с дамбы